# Varietal
Varietal är det engelska ordet för ett endruvsvin, det vill säga ett vin som görs på en enda sorts druva. Motsatsen till ett endruvsvin kallas för blend. Vanliga druvsorter för ett varietalvin är Pinot noir, zinfandel och syrah. Benämningen varietal används mest i nyare vinländer. I länder som Frankrike betecknas inte vin efter druvsort utan efter region. Ett endruvsvin gjort på till exempel druvan Cabernet sauvignon eller Merlot från Bordeaux kallas där för Bordeauxvin.